# MiG

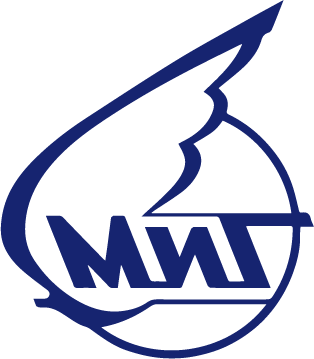
MiG-Logo

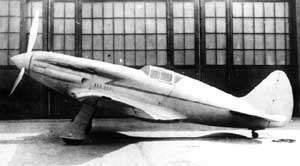
MiG-1

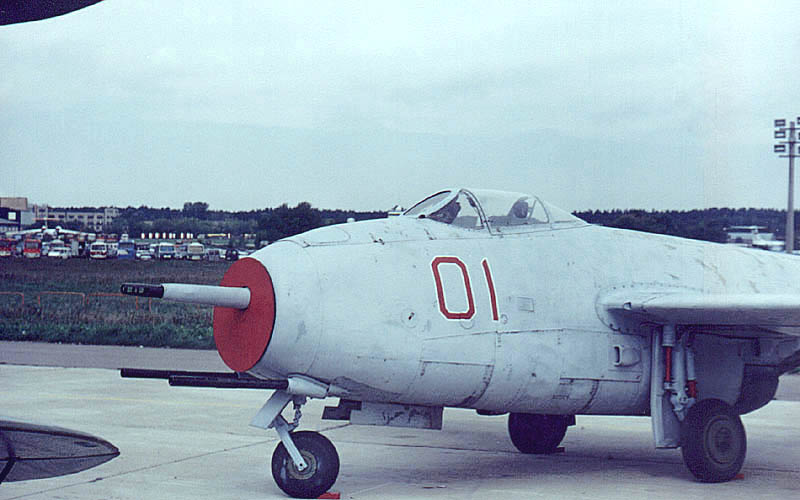
MiG-9

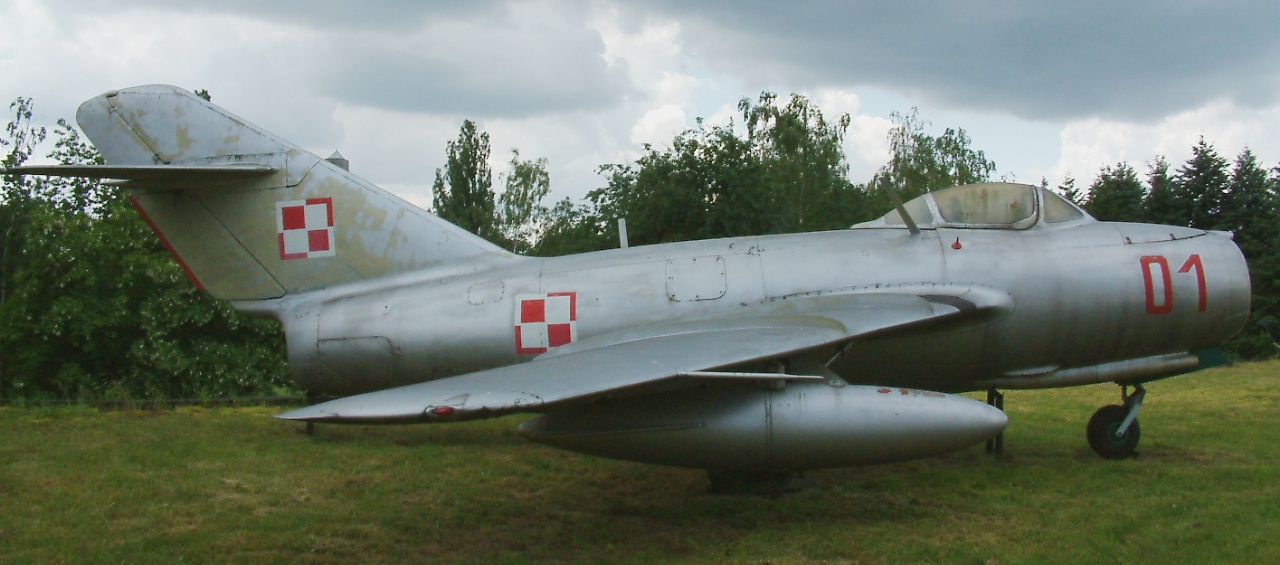
MiG-15

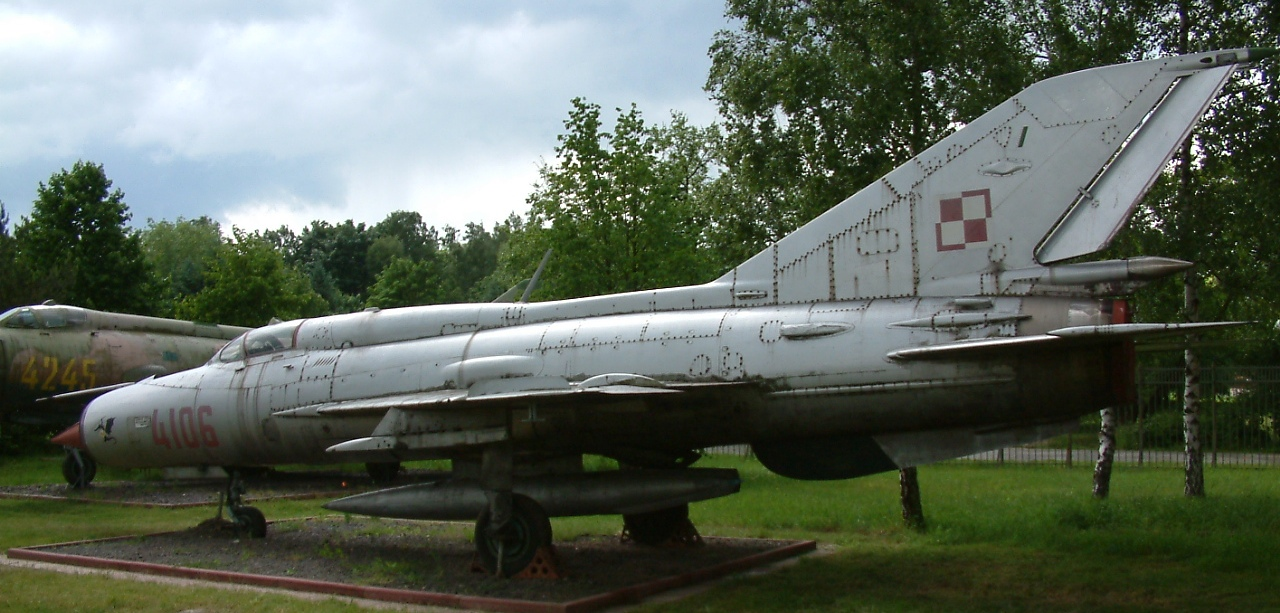
MiG-21

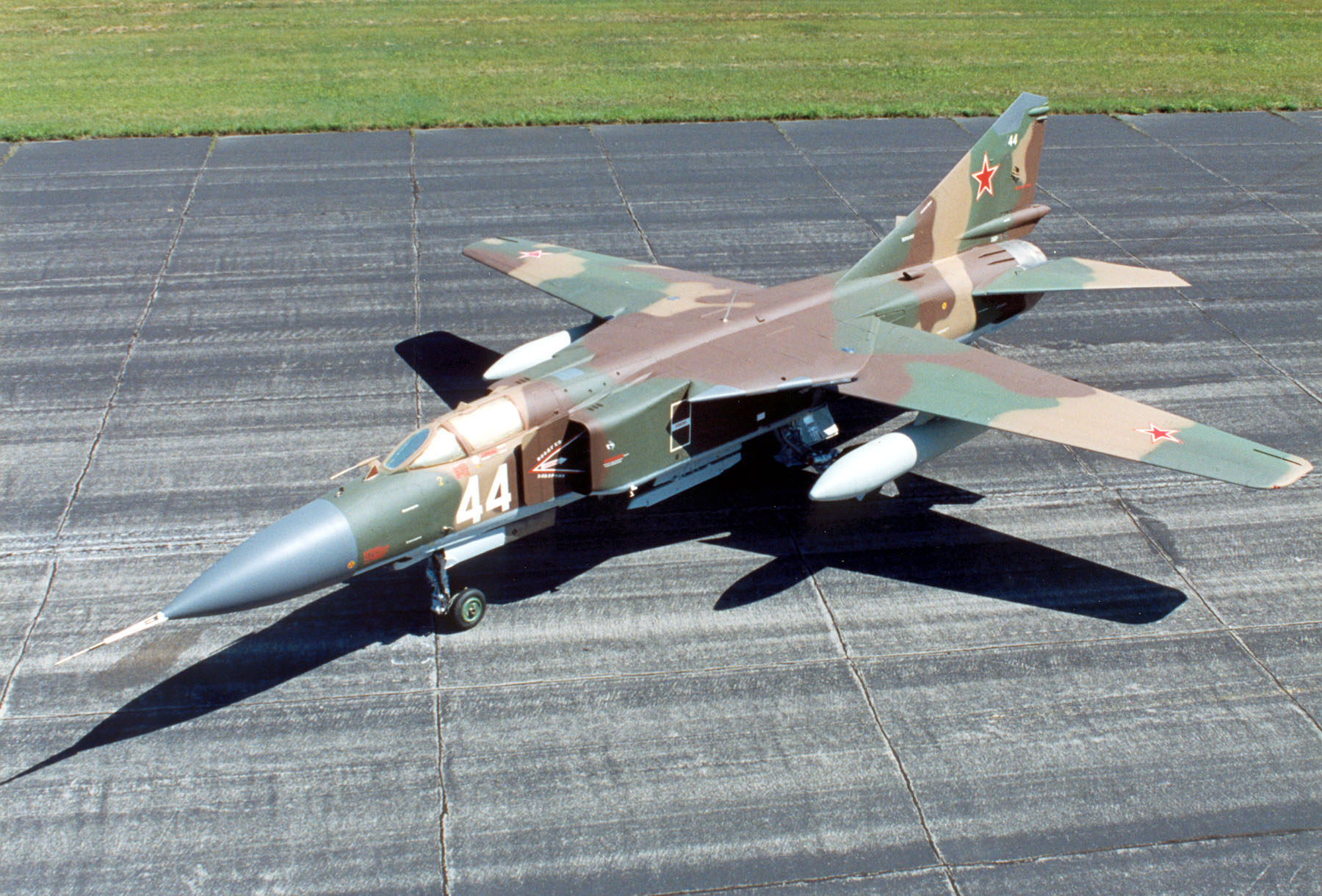
MiG-23

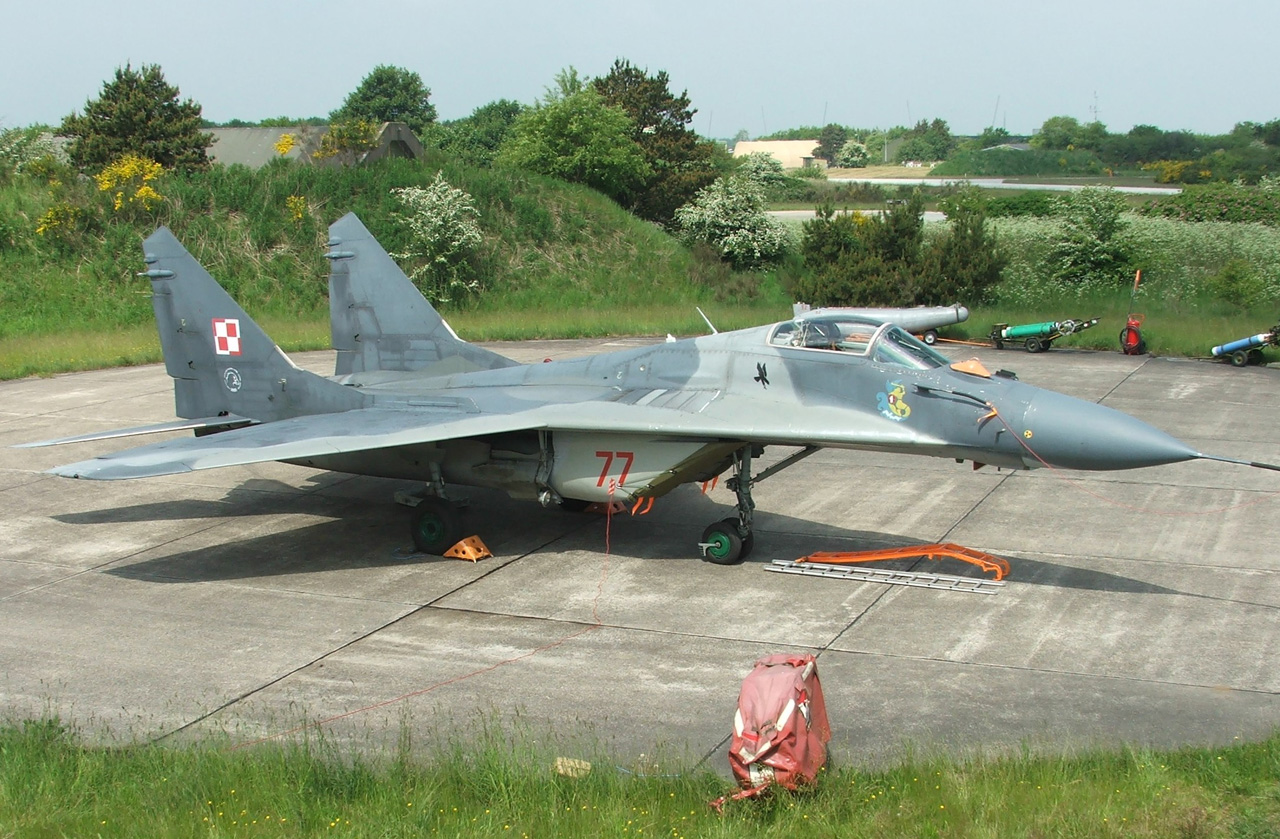
MiG-29

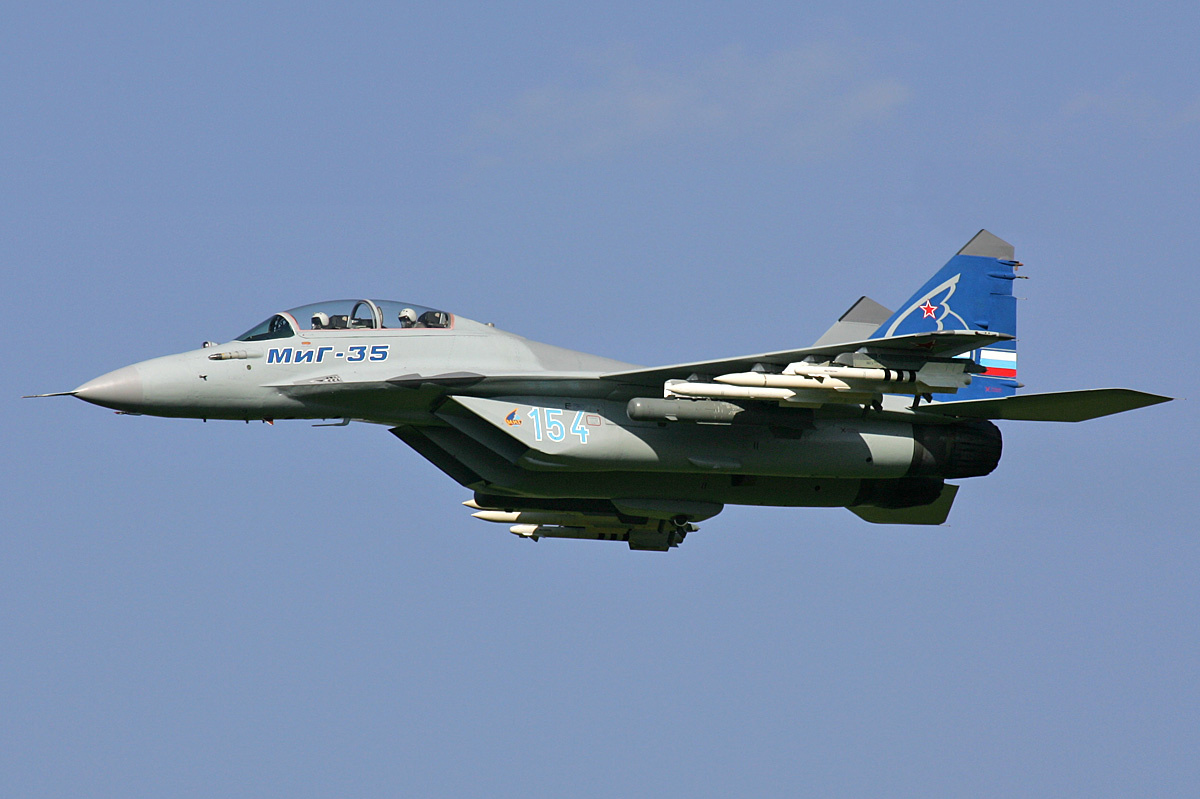
MiG-35

MiG (ros. МиГ, skrótowiec od Mikojan i Guriewicz, a jednocześnie słowo oznaczające coś bardzo szybkiego, mgnienie, błysk) – rosyjskie (niegdyś radzieckie) biuro konstrukcyjne, przedsiębiorstwo produkujące samoloty oznaczone skrótem MiG. Specjalizuje się w projektowaniu i produkcji przede wszystkim samolotów myśliwskich. Wchodzi w skład Zjednoczonej Korporacji Budowy Samolotów (Aircraft industry of Russia). W okresie wojny konstruowali samoloty o napędzie tłokowym, a po wojnie biuro zasłynęło z samolotów o napędzie odrzutowym.
Lotnicze biuro konstrukcyjne pod kierunkiem młodego konstruktora Artioma Mikojana oraz starszego i bardziej doświadczonego Michaiła Guriewicza powstało w grudniu 1939. W jego skład weszło wielu pracowników biura konstrukcyjnego Nikołaja Polikarpowa.
Biuro rozpoczęło pracę nad pierwszą własną konstrukcją, oznaczoną symbolem I-200 (I od istriebitiel – myśliwiec), której produkcję seryjną uruchomiono pod koniec 1940. Wkrótce dla samolotu zaczęto używać nazwy MiG-1.
W styczniu 1941 w biurze konstrukcyjnym (jak i całym sowieckim przemyśle lotniczym) wprowadzona została zasada, że samoloty myśliwskie oznaczane będą numerami nieparzystymi, a pozostałe parzystymi i w tym samym roku Mikojan wraz z Guriewiczem zostali wyróżnieni Nagrodą Stalinowską. Podczas swojej działalności biuro opracowało plany około 450 samolotów bojowych, z czego 94 były produkowane seryjnie. Wyprodukowano ok. 45 tysięcy samolotów MiG wszystkich typów
Jednym z ostatnich projektów biura wdrożonych do produkcji seryjnej jest MiG-35.
Jednym ze znaczących dyrektorów biura w okresie powojennym jest Sergei Shalnef odznaczony Nagrodą Państwową w dziedzinie nauki i technologii w 2020.

## Samoloty MiG
Myśliwce:
- MiG-1 – pierwszy samolot myśliwski, 1940
- MiG-3 – ulepszona wersja MiG-1, 1940
- MiG-5 – ciężki samolot myśliwski dalekiego zasięgu, znany także jako DIS, 1942
- MiG-7 – zmodyfikowana wersja MiG-3, 1944
- MiG-9 – pierwszy seryjnie produkowany samolot odrzutowy MiG, 1946
- MiG-11 – rozwinięcie MiG-3, znana także jako I-220, 1942
- MiG-13 – samolot myśliwski o napędzie mieszanym (tłokowo-odrzutowym), znany także jako I-250, 1945
- MiG-15 – odrzutowy myśliwiec, 1948
- MiG-17 – rozwinięcie MiG-15, 1952
- MiG-19 – pierwszy ponaddźwiękowy samolot MiG, 1956
- MiG-21 – pierwszy osiągający dwukrotną prędkość dźwięku samolot MiG 1959
- MiG-23 – pierwszy samolot MiG ze zmienną geometrią skrzydła 1967
- MiG-25 – pierwszy osiągający trzykrotną prędkość dźwięku samolot MiG 1964
- MiG-27 – rozwinięcie MiG-23, 1973
- MiG-29 – samolot myśliwski, 1983
- MiG-31 – rozwinięcie MiG-25, 1979
- MiG-33 – modyfikacja MiG-29, 1994
- MiG-35 – modyfikacja MiG-29, początek wdrożenia lipiec 2019, dawniej zwany także MiG-29OWT (błędnie czasem tak oznaczano MiG 1-44)

Pozostałe:
- MiG-2 – nazwa dla drugiego prototypu MiG-1, używana sporadycznie przed wprowadzeniem zasad nazewnictwa samolotów MiG
- MiG-4 – projekt samolotu szturmowego, inna nazwa: PBSz-1
- MiG-6 – projekt samolotu szturmowego, znanego też jako PBSz-2
- MiG-8 Utka – samolot eksperymentalny
- MiG 1-44 – prototyp myśliwca piątej generacji
- MiG-105 – prototyp radzieckiego samolotu orbitalnego
- MiG-110 – projekt samolotu pasażerskiego
- MiG-AT – samolot szkolno-treningowy
- MiG Skat – projekt samolotu bezzałogowego